# 高柿信久
高柿 信久（たかがき のぶひさ）は、戦国時代の武士。佐竹氏の家臣。

## 出自
高柿氏は、佐竹氏の一族である山入氏の分流。山入与義の子である佐竹義郷を祖とする。常陸国久慈郡の松平城（高柿城）を本拠とする。
当初は松平と称していたが、松平の地を追われ高柿氏に改姓していた。松平信広の代に、高柿氏は松平の地を奪還し松平姓に復していた。

## 略歴
松平信広の子として誕生。
主君・佐竹義重より、200石の知行を与えられた。
三河国松平氏の出身である徳川家康の旧姓に憚り、旧姓の高柿姓に復した。